# Atlantický val
Atlantický val byl systém opevnění budovaný Němci na pobřeží severní Francie a Normandie v letech 1942–1944, který měl zabránit invazi Spojeneckých jednotek z Velké Británie na kontinent.
Po svém dokončení se měl Atlantický val táhnout od Norska až po hranice se Španělskem. Byl tvořen širokými minovými poli, zátarasy a opěrnými body a dělostřeleckými hnízdy umístěnými v mohutných betonových bunkrech.
Stavba valu se od počátku potýkala s mnoha problémy, počínaje nedostatkem materiálu, nedostatkem mužstva i druhořadostí jednotek a pracovníků jí přidělovaných. Další hrubou chybou byla koncepce valu, která spočívala v přednostním opevňování velkých přístavů. Vycházela z předpokladu, že k provedení větší invaze je nutno získat velký přístav pro vylodění těžkých zbraní. Tento (do této doby ovšem vždy platný kalkul) se však ukázal jako špatný, neboť Spojenci si své přístavy přivezli s sebou a opevněným přístavům se vyhnuli.

## Důvody výstavby opevnění
Po odvolání operace Lvoun dne 10. ledna 1941 se západní fronta definitivně ustálila na pobřeží Atlantiku a Severního moře. Z původního útočného plánu se stal plán obranný. Pro zabezpečení Třetí říše z této světové strany bylo nutné pobřeží zabezpečit proti případnému britskému útoku. Výstavbou stálého opevnění mělo dojít k uvolnění vojenských sil potřebných na jiné plánované operace (většina uvolněných sil byla využita v útoku na Sovětský svaz).
Vzhledem ke vzdálenosti Británie od evropské pevniny se počítalo s největším zabezpečením na západním pobřeží Francie. Opevnění však mělo být vystavěno i v Belgii, Nizozemí, severním Německu, Dánsku a Norsku. Při rozhodování bylo plánováno se silnou obrannou linií, která měla zadržet útočníka v nejchoulostivějším okamžiku vylodění, tj. při vstupu na samotnou pevninu. K obranné koncepci zastavení vylodění již na pláži se stavěl i budoucí velitel opevňovacích prací (od 5. listopadu 1943) Erwin Rommel. Poté, co získal od Hitlera za úkol vzít si na starost atlantické obranné postavení, vrhá se jako první do revize celého opevnění. Domů své ženě poté píše: „Do tohoto nového úkolu vložím vše. Dohlédnu na to, aby jeho splnění bylo úspěšné. Naší jedinou nadějí jsou pláže, tam je nepřítel nejzranitelnější.“
Tímto vzniklo různorodé opevnění, sestavené jak z pobřežních dělostřeleckých baterií, tak z pěchotních objektů se silnou pěchotní a dělostřeleckou výzbrojí. Plánováno bylo rovněž s vybudováním druhé a někde i třetí linie opevnění. Podle důležitosti bylo rozhodnuto také o odolnosti objektu. Budovány byly tedy objekty polního původu až po objekty železobetonové.
Nejvyššími organizačními jednotkami Atlantického valu byla čtyři obranná pásma:
- Atlantické (od španělské hranice k St. Malo)
- průliv La Manche (od St Malo k Zeebrugge v Belgii)
- Severní moře (od Zeebrugge celé zbývající belgické, nizozemské a německé severní pobřeží a Dánsko)
- Norsko

Fortifikační zajištění měly obdržet také všechny přístavy a rovněž britské ostrovy v Lamanšském průlivu (Jersey, Alderney, Guernsey), kterých se Němci zmocnili mezi 30. červnem a 1. červencem 1940. Těmto místům byl přiřazen status pevnosti.

## Organizace a průběh výstavby

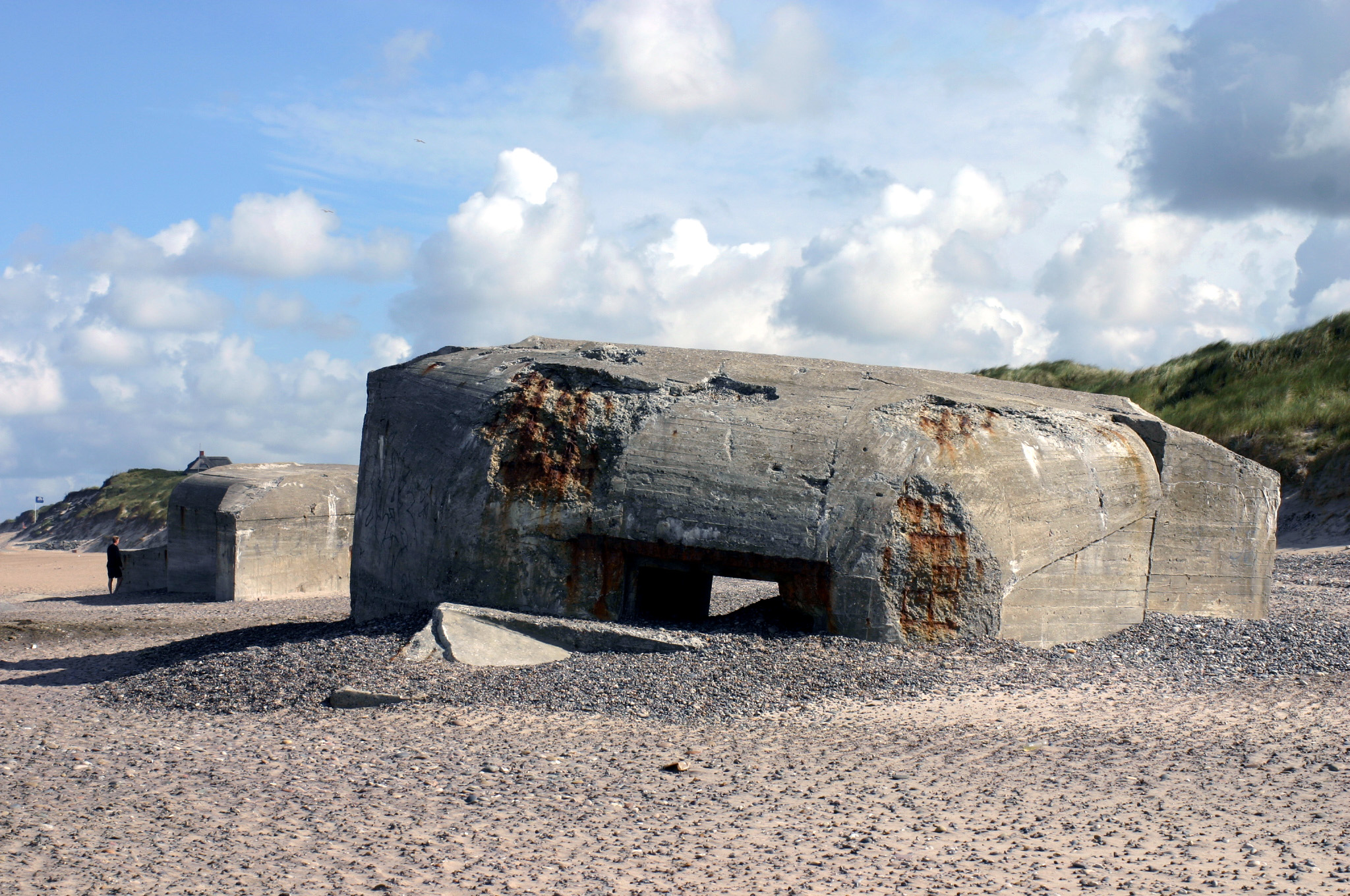
Dnešní stav jednoho z bunkrů

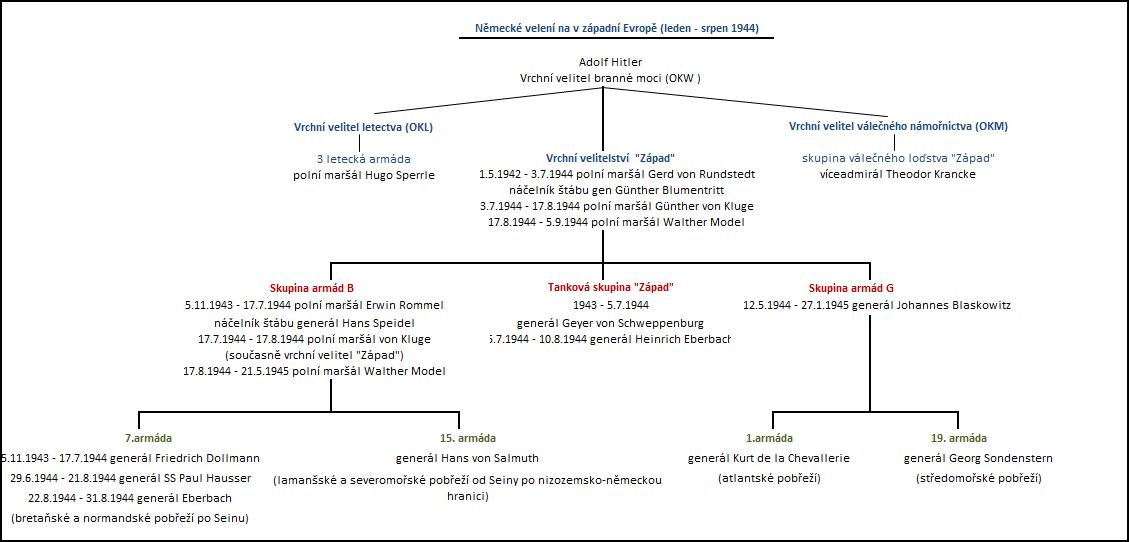
Struktura velení na Západní frontě v den vylodění

Na organizaci výstavby a jejím plánování se podílely všechny organizační složky branné moci (pozemní vojsko – OKH, námořnictvo – OKM a
letectva – OKL). Teoreticky měly být kompetence rozděleny, prakticky však docházelo ke sporům, které trvaly až do konce války. 14. prosince 1941 rozhodlo OKW (Oberkommando der Wehrmacht – Vrchní velení ozbrojených sil) o výstavbě stálého opevnění podél pobřeží Norska, Dánska, Nizozemska, Belgie a Francie. Stávají opevnění mělo být dále posilováno. Pro norské pobřeží byl řízením stavby pověřen vrchní velitel Wehrmachtu v tomto prostoru generálplukovník Nikolaus von Falkenhorst, v Dánsku velitel Wehrmachtu
(do října 1942) generál Erich Lűdke, poté generál Hermann von Hanneken (až do února 1945).
Řízení stavby na pobřeží Francie, Belgie a Nizozemí bylo svěřeno vrchnímu velitelství „Západ“, kterému velel převážnou část války polní maršál Gerd von Rundstedt. Jednotná záštita výstavby opevnění však neexistovala. Jediným opatřením pro centralizaci vedení opevňovacích prací bylo rozhodnutí Hitlera svěřit technické vedení na západě Todtově organizaci. Poprvé byla chaotičnost upravena Hitlerovým rozkazem č. 40 z 23. března 1942. Zároveň byl stanoven cíl vybudovat přibližně 15 000 objektů.
Největším dodavatelem stavebních prací byla německá firma Philipp Holzmann, její podíl z celkového objemu činil 16 procent, celkově vybudovala stavby za 33,6 milionů říšských marek.

## Typy objektů a jejich výzbroj
Při výstavbě Atlantického valu docházelo k unifikaci pevnostních objektů. K tomuto rozhodnutí bylo přistoupeno z logických důvodů. Tento způsob výstavby umožňoval snazší projektování, používání prefabrikovaných dílů, urychlení prací. Jednotnost se také projevila ve výrobě ostatních součástí opevnění, tj. výzbroje a výstroje. Tímto se také zvýšil požadavek na množství objektů a rychlost jejich dokončování. Unifikace také zjednodušila logistiku. Pracovní síly byly využívány z mnoha zdrojů. Zahraniční firmy, německé pracovní síly, váleční zajatci a v neposlední řadě i vězni z koncentračních táborů.
Každý z pevnostních objektů byl označen kódem, který byl tvořen písmenem a třemi číslicemi. Kód označuje typ objektu, písmeno udává složku branné moci, která je autorem objektu. Vyskytovala se i doplňková označení, která označovala modifikaci objektu:
- st (stálé opevnění)
- v (zjednodušené opevnění)
- vf (polní stavby zesílené betonem)

Stavby pozemního vojska začínaly písmenem R (Regelbau). Jednalo se o sérii 100, 500, 600 a 700. Letectvem projektované pevnosti začínaly písmenem L, jednalo se o sérii 400. Námořní objekty (objekty námořnictva) byly dle složitosti ještě nadále rozdělovány do čtyř kategorií:
- M (mittel) – objekty pobřežních baterií střední ráže (série 100, 200 a 300)
- S (schweer) – objekty pobřežních baterií (série 400)
- V (verhelfs) – pomocné objekty pozemní obrany (série 100 a 200)
- FL (flugzeugsabwehr) – objekty pro letadlovou obranu (série 200 a 300)

Objekty všech sérií mohly využívat pro stavbu všechny složky branné moci. Některé objekty byly proto pro specifické účely poupravovány, popřípadě převzaty z jiné složky branné moci, aby vyhovovaly danému účelu; například převzetí objektů pro řízení palby námořnictva i pro pozemní vojsko.
Unifikované objekty nemohly splnit všechny požadavky tří složek branné moci, vyskytovaly se tedy i speciální konstrukce.
U všech objektů byla dodržována předepsaná síla stropu, zdí a pancéřových prvků. Objekty byly koncipovány podle tabulky odolnosti:
| Odolnost | Vnější zeď a strop | Síla stěny pancéřového zvonu | Síla stěny pancéřové desky |
| -------- | ------------------ | ---------------------------- | -------------------------- |
| A        | 3,5 m              | 600 mm                       | 350 mm                     |
| A1       | 2,5 m              | 420 mm                       | 250 mm                     |
| B        | 2,0 m              | 250 mm                       | 200 mm                     |
| B1       | 1,0 m              | 120 mm                       | 100 mm                     |
| C        | 0,6 m              | 60 mm                        | 60 mm                      |
| D        | 0,3 m              | 60 mm                        | 30 mm                      |

Nejnižší předepsaná odolnost objektů Atlantického valu byla B1.
Vyzbrojením a zásobením Atlantického valu byl pověřen velitel ženijního vojska při OKW. Dále pak položením minových polí a zátarasů. Do dělostřeleckých postavení, kasemat a věží byly instalovány nejrůznější druhy výzbroje. Šlo o výzbroj nejen německého původu, ale také ukořistěnou. Objevila se zde výzbroj francouzská, anglická, belgická, československá, jugoslávská, nizozemská, norská, polská, rakouská či sovětská. Díky takto různorodé výzbroji docházelo ke komplikacím s dodávkami munice i výcvikem posádek.
Námořnictvo osazovalo „své“ objekty zejména lodními děly uzpůsobenými pro použití na pevnině. Byla to děla různých ráží, typů, země původu i roku výroby.

## Operace Overlord
Byť od nástupu maršála Rommela jakožto dohlížitele došlo k prudkému nárůstu efektivity a rychlosti stavby, v den spojenecké invaze byl val pouze rozpracovaný a ještě zdaleka ne dokončený (a už vůbec ne neproniknutelný, jak tvrdila nacistická propaganda), přičemž úseky zvolené Spojenci k vylodění patřily k nejhůře opevněným vůbec. Za těchto okolností nemohl val splnit svůj účel a byl rychle proražen, tím spíše, že na straně Spojenců stála výhoda překvapení a obranu valu zajišťovaly druhořadé jednotky s nekvalitním a špatně vybaveným mužstvem.